# Nenê (fotbalista)
Nenê, celým jménem Anderson Luiz de Carvalho (* 19. července 1981) je brazilský profesionální fotbalista, který hraje na pozici ofenzivního záložníka či křídelního útočníka za brazilský celek Fluminense. V minulosti hrál také mimo rodnou Brazílii, a to za evropské kluby ve Španělsku (RCD Mallorca, Deportivo Alavés, Celta de Vigo, Espanyol Barcelona), Francii (AS Monaco, Paris Saint-Germain) a i Anglii (West Ham United).
Magazín France Football jej zvolil nejlepším zahraničním hráčem Ligue 1 sezóny 2009/10.

## Klubová kariéra

### Rodná Brazílie
V rodné zemi si postupně zahrál dospělý fotbal za kluby Paulista, Palmeiras a Santos. Poté odešel zkusit štěstí do Evropy.

### Španělské kluby
Během jediného roku za klub z Mallorcy si zahrál ve 29 zápasech La Ligy. V lednu 2004 se gólově zapsal do zápasu na hřišti Zaragozy, který jeho mužstvo vyhrálo celkově 3:1.
V závěrečném kole na půdě Celty Vigo pomohl gólem k výhře 2:1.
Mallorca skončila v lize na 11. místě. Nenê si zahrál také Pohár UEFA, kde Mallorca skončila v osmifinále.
Mezi roky 2004 až 2006 nastupoval za Deportivo Alavés. V první sezóně pomohl baskickému týmu k návratu zpět do nejvyšší ligy. Ve třetím kole nové sezóny se blýskl hattrickem doma proti Getafe, ale Alavés přesto prohrálo 3:4.
Po návratu do nejvyšší soutěže se Alavés umístilo na 18. pozici a znovu sestoupilo. Nenê se upsal galicijskému celku Celta Vigo, který si zajistil účast v Poháru UEFA.
Za Celtu odehrál pouze jedinou sezónu, ve které klub neuspěl a z 18. příčky opět sestoupil do druhé ligy. Nenê si zahrál ve všech 38 zápasech La Ligy, vstřelil při tom celkově 8 gólů. Proti moskevskému Spartaku se gólově prosadil a pomohl postoupit do osmifinále Poháru UEFA,
kde Celta nestačila na Werder Brémy.

### West Ham United
V únoru 2015 podepsal 33letý Nenê smlouvu s anglickým West Ham United, a to do konce sezóny, kterému dal přednost před West Bromwich Albion.
Angažmá nebylo příliš úspěšné, Nenê si zahrál v 8 zápasech, přičemž jeho minutáž nepřesáhla 150 minut.

## Reprezentační kariéra
Nenê si zahrál za reprezentaci Brazílie do 23 let, ale v seniorské nedostal nikdy prostor.
Roku 2011 uvedl, že se chce zúčastnit MS 2014 i ve dresu francouzského mužstva, které se mělo konat v jeho rodné Brazílii.
Povolán ale nakonec nebyl, světového šampionátu se nezúčastnil.

## Úspěchy
Zdroj:
Paris Saint-Germain
- Ligue 1 (1× vítěz)
  - 1. místo: 2012/13

Individuální
- nejlepší zahraniční fotbalista Ligue 1: 2009/10
- nejlepší střelec Ligue 1: 2011/12
- Hráč měsíce Ligue 1 podle UNFP – prosinec 2010,[11] říjen 2011[11]
- Tým roku Ligue 1 podle UNFP – 2010/11,[12] 2011/12[13]